# Relaciones Chipre-México
Las naciones de Chipre y México establecieron relaciones diplomáticas en 1974. Ambas naciones son miembros de las Naciones Unidas.

## Historia
En 1960, México reconoció la independencia de Chipre del Reino Unido. El 21 de febrero de 1974, Chipre y México establecieron relaciones diplomáticas. En 1981, Chipre abrió una embajada en la Ciudad de México, su primera en América Latina. En 1991, México abrió un consulado honorario en Nicosia.
En 1974, México adoptó una postura neutral durante la invasión turca de Chipre, sin embargo, México está de acuerdo con las resoluciones emitidas por el Consejo de Seguridad de las Naciones Unidas de que la base para una solución justa y equilibrada del problema y ha insistido en la soberanía, independencia e integridad territorial de Chipre. En septiembre de 1990, el ministro de Asuntos Exteriores chipriota, Georgios Iacovou, visitó México y se reunió con su homólogo Fernando Solana Morales. Durante la visita, el secretario Solana condenó la ocupación de parte del territorio de Chipre por tropas extranjeras y esperaba que se encontrara una solución dentro de las Naciones Unidas.
En junio de 1997, una delegación del Congreso mexicano, encabezada por el diputado Juan José Osorio Palacios; hizo una visita a Chipre para realzar las relaciones bilaterales entre ambas naciones. En octubre de 2000, el subsecretario de Relaciones Exteriores de México, Juan Rebolledo Gout, realizó una visita a Nicosia. En mayo de 2004, Chipre se unió a la Unión Europea. Ese mismo mes, el presidente chipriota, Tassos Papadopoulos y el ministro Georgios Iacovou asistieron a la Cumbre América Latina, el Caribe y la Unión Europea en Guadalajara, México.
En noviembre de 2009, el Gobierno chipriota donó al Museo Nacional de las Culturas más de 100 piezas etnográficas e históricas de Chipre, así como libros y discos que explican la cultura de ese país. En febrero de 2014, el Congreso de México creó el Grupo de Amistad México-Chipre para aumentar los intercambios culturales y turísticos entre ambas naciones.
En 2020, Chipre cerró su embajada en México. En 2024, ambas naciones celebraron 50 años de relaciones diplomáticas.

## Visitas de alto nivel
Visitas de alto nivel de Chipre a México
- Ministro de Relaciones Exteriores Georgios Iacovou (1990, 2004)
- Ministro de Educación Uranios Ioannides (2002)
- Presidente Tassos Papadopoulos (2004)
- Ministro de Agricultura Demetris Eliades (2010)
- Representante Georgios Tassou (2011)

Visitas de alto nivel de México a Chipre
- Diputado Juan José Osorio Palacios (1997)
- Subsecretario de Relaciones Exteriores Juan Rebolledo Gout (2000)

## Acuerdos bilaterales
Ambas naciones han firmado algunos acuerdos bilaterales como un Acuerdo de Cooperación Cultural, Educativa y Científica (1994); Acuerdo de Cooperación Turística (1996); Acuerdo de exención de visa para pasaportes diplomáticos y de servicio (1996); y un Memorando de Entendimiento para consultas de interés mutuo (2000).

## Comercio
En 2023, el comercio entre Chipre y México ascendió a $17.6 millones de dólares. Las principales exportaciones de Chipre a México incluyen: medicamentos, teléfonos y teléfonos móviles, aparatos eléctricos, contenedores (incluidos los contenedores cisterna), artículos de hierro o acero, minerales y jugos de frutas y verduras. Las principales exportaciones de México a Chipre incluyen: trigo y morcajo, mermeladas y jaleas, levadura, pescado, alcohol, máquinas de procesamiento de datos, productos químicos, vehículos, tubos y tuberías, y petróleo.

## Misiones diplomáticas
- Chipre no tiene una acreditación para México, sin embargo, mantiene consulados honorarios en Mérida, Monterrey y Toluca.[9]
- México está acreditado ante Chipre a través de su embajada en Atenas, Grecia y mantiene un consulado honorario en Nicosia.[10]